# Борик, Энтони
Энтони Фрэнк Борик (Борич) (англ. Anthony Frank Boric, родился 27 декабря 1983 в Окленде) — новозеландский регбист хорватского происхождения, лок команды «Мицубиси Дайнаборз» и сборной Новой Зеландии.

## Биография

### Семья и образование
Энтони Борик — хорват по национальности. Своё второе имя Фрэнк он получил в честь дедушки, эмигрировавшего из Далмации. Он окончил Колледж Розмини в Такапуне и Оклендский университет в 2008 году по специальности «гражданский инженер».

## Карьера

### Клубная
Изначально играл на фланге, однако затем переключился на игру во второй линии и на позиции свободного форварда. Играя за команду Норт-Харбора и выступая потом за «Блюз», Борик мог играть как на позиции лока, так и блайндсайд-фланкера, пока не выбрал позицию лока. За эти команды он играл до 2013 года, пока не перебрался в Японию в «Мицубиси Дайнаборз».

### В сборной
В конце своего последнего учебного года в Окленде Энтони по радио услышал своё имя в списке вызванных в сборную Новой Зеландии. Дебютировал он 13 июня 2008 в матче против Англии, выйдя на замену. С первых минут он начал игру и против сборной ЮАР, заменив выбывшего Брэда Торна. 8 ноября 2008 он набрал первые очки в тест-матче против Шотландии, оформив попытку. В 2011 году стал чемпионом мира.